# UFC 44
UFC 44: Undisputed foi um evento de artes marciais mistas promovido pelo Ultimate Fighting Championship, ocorrido em 26 de setembro de 2003 no Mandalay Bay Events Center em Paradise, Nevada, o evento foi transmitido no pay-per-view e mais tarde lançado para DVD.

## Background
A luta principal do evento foi a luta do Cinturão Meio Pesado do UFC, entre o campeão Tito Ortiz e o campeão interino Randy Couture.

## Resultados
Nota 1 Unificação do Cinturão Meio-Pesado do UFC.

Nota 2 Pelo Cinturão Peso-Pesado do UFC.